# Robert Dean
Pour les articles homonymes, voir Dean.
Robert Dean, né le 26 octobre 1927 à Montréal et mort le 4 février 2021 à Sainte-Thérèse, est un syndicaliste et homme politique anglo-québécois. 

## Biographie
Les parents de Robert Dean, Henry "Harry" Wilson Dean, anglophone et protestant, et Mary Anna "Anne" Grégoire, bilingue et catholique, née d'un père canadien-français et d'une mère irlando-canadienne, se marient à Montréal en 1919. Leur fils Robert naît dans la même ville le 26 octobre 1927. 
Robert Dean travaille d'abord pour la société RCA dans le quartier Saint-Henri. Il entreprend par la suite en 1960 une carrière de syndicaliste en œuvrant successivement pour l'Union des ouvriers du textile d'Amérique à Drummondville, le Syndicat canadien de la fonction publique et le Syndicat international des travailleurs unis de l'automobile, où il reste de 1968 à 1981. Durant cette période il prend part à l'organisation de la grève chez United Aircraft de 1974-1975, une des plus violentes de l'histoire du Québec. En 1969 il devient vice-président de la Fédération des travailleurs et travailleuses du Québec (FTQ) et le demeure jusqu'à son entrée en politique en 1981.
En 1963, Robert Dean obtient un baccalauréat ès arts à l'Université Sir George Williams. Cette institution était particulièrement orientée vers la formation de la classe ouvrière anglophone. Plus tard, vers 1973, il fonde et dirige le groupe qui a obtenu la création du CLSC de Sainte-Thérèse. Il était inspiré, pour ce projet, des cliniques communautaires mises en place en Ontario par les syndicats.

### Carrière politique
Robert Dean est élu aux élections générales de 1981 dans la circonscription de Prévost, pour le Parti québécois. En juin 1983, il est le parrain de la Loi constituant le Fonds de solidarité des travailleurs du Québec (F.T.Q.), L'année suivante, le 5 mars 1984, il entre au Conseil des ministres au poste de ministre du Revenu. Lors d'un remaniement tenu le 20 décembre 1984, en plein durant la crise du « beau risque », Robert Dean devient ministre délégué à l'Emploi et à la Concertation, toujours dans le cabinet Lévesque. Il garde le même poste quand Pierre Marc Johnson devient premier ministre le 3 octobre 1985. Cependant, il est défait aux élections générales subséquentes, comme un grand nombre de ministres péquistes. Il se présente de nouveau dans la circonscription voisine de Groulx en 1989, mais est de nouveau battu.

### Après la politique
Après sa défaite de 1985, Robert Dean redevient conseiller technique au Syndicat international des travailleurs unis de l'automobile (TCA-Québec), puis prend sa retraite en 1989. Par la suite il travaille comme consultant en ressources humaines, entre autres pour le TCA-Québec,. Il est membre du SPQ Libre (Syndicalistes et progressistes pour un Québec libre).
Robert Dean meurt 4 février 2021 à Sainte-Thérèse, à l'âge de 93 ans,.

## Publications
- Robert Dean, « La question nationale », dans Yves Bélanger, Robert Comeau et Céline Métivier, La FTQ, ses syndicats et la société québécoise, Montréal, Comeau et Nadeau, 2001 (lire en ligne)